# فوستر سیتی (کالیفرنیا)
فوستر سیتی (به انگلیسی: Foster City) شهری در شهرستان سن ماتئو ایالت کالیفرنیا است که در سرشماری سال ۲۰۱۰ میلادی، ۳۰۵۶۷ نفر جمعیت داشته است.